# ヨハン・ペレス
ヨハン・ペレス（Johan Alfredo Pérez Mora、1983年6月10日 - ）は、ベネズエラのプロボクサー。カラカス出身。元WBA世界スーパーライト級暫定王者。

## 来歴
2005年3月5日、ファルコン州コロのエスタディオ・ムニシパルでアーウィン・ロメロとデビュー戦を行い、3回2分32秒KO勝ちを収めデビュー戦を白星で飾った。
2009年11月27日、パナマシティのアレナ・ロベルト・デュランでアサエル・コシオとWBAフェデボルスーパーライト級王座決定戦を行い、偶然のバッティングにより3回無効試合となり、王座獲得に失敗した。
2010年3月27日、ラ・グアイラのポリデポルティーボ・ホセ・マリア・バルガスでアサエル・コシオとWBAフェデセントロスーパーライト級王座決定戦を行い、2回TKO勝ちを収め4ヵ月ぶりの再戦を制すると共に王座獲得に成功した。
2011年10月22日、パナマシティのアレナ・ロベルト・デュランにて、ケニー・ガラルサとWBAフェデラテンスーパーライト級王座決定戦を行い、4回2分48秒TKO勝ちを収め王座を獲得した。
2011年12月10日、メキシコのナヤリット州テピクのエル・パレンケ・デ・ラ・フェリアでフェルナンド・カスタネダとWBA世界スーパーライト級暫定王座決定戦を行い、4回TKO勝ちを収め、世界座を獲得に成功した。
2012年7月21日、メキシコのキンターナ・ロー州カンクンのオアシス・ホテル・コンプレックスでパブロ・セサール・カノと対戦し、プロ初黒星となる7回0-2（67-67、2者が65-68）の7回終了時負傷判定負けを喫し初防衛に失敗、王座から陥落した。
2013年1月12日、フロリダ州サンライズのバンクアトランティック・センターで元IBF世界スーパーフェザー級王者のスティーブ・フォーブスとノンタイトル戦を行い、フォーブスはベテランの意地を見せるも、ペレスが2-0の判定勝ちを収め再起戦を飾った。
2013年6月8日、カリフォルニア州カーソンのホーム・デポ・センターでマルコス・マイダナ対ホセシート・ロペスの前座で亀海喜寛と対戦、試合は亀海が動きが固く手数が少ない中、ペレスは積極的に左を出しポイントを奪う一方的な展開で終始ペースを握り続けたまま試合が終了し、10回3-0（100-90、98-92、97-93）の大差判定勝ちで無敗の亀海に初黒星を付け、WBAインターナショナル王座獲得に成功した。
2013年11月30日、ウェストバージニア州チェスターのマウンテニアー・カジノ・レーストラック・アンド・リゾートにて、元IBF世界ライト級王者ポール・スパダフォーラとWBA世界スーパーライト級暫定王座決定戦を行い、12回2-0の僅差判定(114-114、115-113、117-111)勝ちを収め、1年4ヵ月ぶりに王座に返り咲いた。
2014年5月10日、ラ・グアイラのポリデポルティーボ・ホセ・マリア・バルガスでフェルナンド・モンテ・デ・オカと対戦し、10回終了時にオカが棄権し初防衛に成功した。
2014年7月12日、MGMグランド・ガーデン・アリーナでサウル・アルバレス対エリスランディ・ララの前座でWBA世界スーパーライト級5位のマウリシオ・ヘレーラと対戦し、12回0-2（114-114、2者が112-116）の判定負けを喫し2度目の防衛に失敗、8ヵ月保持していた王座から陥落した。
2015年1月16日、ラ・グアイラのポリデポルティーボ・ホセ・マリア・バルガスでウンベルト・グティエレスとNABA北米ウェルター級王座決定戦を行い、12回3-0（120-106、2者が119-107）の判定勝ちを収め王座獲得に成功した。
2015年8月8日、カリフォルニア州インディオのファンタジー・スプリングス・リゾート・カジノでディミトリー・ミハイレンコと対戦し、8回1分21秒TKO負けを喫し初防衛に失敗、王座から陥落した。

## 獲得タイトル
- WBAフェデセントロスーパーライト級王座
- WBAフェデラテンスーパーライト級王座
- WBA世界スーパーライト級暫定王座（防衛0）
- WBAインターナショナルウェルター級王座
- WBA世界スーパーライト級暫定王座（防衛1）
- NABA北米ウェルター級王座